# Sleeptime
Sleeptime – demo polskiej pagan black metalowej grupy Sacrilegium. Materiał muzyczny został zarajestrowany w Warrior Studio w 1993 roku, a wydany na kasecie magnetofonowej przez Pagan Records w 1994 roku, album został także wydany na CD w Stanach Zjednoczonych w 1995 roku przez wytwórnię muzyczną Wild Rags Records, zawiera 6 utworów.

## Muzycy
- Suclagus[1] – śpiew, gitara, instrumenty klawiszowe
- Nantur Aldaron[1] – gitara basowa, teksty
- Horm – perkusja, śpiew

## Lista utworów
1. "Dawn (intro)"
2. "Empty side of soul"
3. "Unholy dream"
4. "Silence"
5. "Darkness..."
6. "Twilight (outro)"